# Новохутские луга
Новоху́тские луга́ (пол. Łąki Nowohuckie) — луга на территории краковского района Дзельница XVIII Нова-Хута, Польша. Луга имеют официальный статус «экологическое угодье». Новохутские луга вместе с Могильским лесом и рукавом реки Длубня являются самым большим естественным участком природы в Кракове.
Луга располагаются в долине реки Висла и занимают площадь 57,17 гектаров. В средние века здесь проходило русло Вислы. В 50-е годы XX столетия на лугах планировалось создание рекреационной зоны.
17 мая 2003 года луга приобрели охраняемый статус «экологическое угодье».
Выделяющимся элементом лугов являются плавни с осокой и тростником. На лугах произрастают около 370 цветковых растений, среди которых охраняемые Dactylorhiza incarnata, гвоздика травянка и валериана лекарственная. На лугах обитают 37 видов гнездящихся птиц, в том числе находящиеся под угрозой исчезновения коростель, обыкновенный жулан и малая выпь.
На лугах обитают несколько видов редких бабочек голубянки Maculinea telejus и Maculinea nausitous, червонец непарный и червонец Гелла.
В настоящее время существует план образования на лугах и близлежащих территориях вместе с Ленговским лесом ландшафтного «Парка старого русла Вислы в Новой-Хуте».